# Olof Emanuel Arbman
Olof Emanuel Arbman, född 17 december 1847 i Brunflo församling i Jämtlands län, död 4 augusti 1921 i Sundsvalls församling i Jämtlands län, var en svensk präst. Han var son till Ernst Arbman och far till Ernst och Olof Johannes Arbman.

## Biografi
Arbman föddes 1847 i Brunflo församling. Han var son till kontraktsprosten och kyrkoherden Ernst Arbman och Eva Eskilina Dillner i Sunne församling. Arbman avlade 3 juni 1868  mogenhetsexamen i Östersund och blev vårterminen 1869 student vid Uppsala universitet. Han prästvigdes 29 maj 1875 och blev adjunkt i Ås församling och Undersåker församling och vice pastor i Föllinge församling. Arbman utnämndes 11 september 1876 till komminister i Linsells församling och tillträdde direkt. Den 20 maj 1881 erhöll han motsvarande befattning i Sundsvalls församling, tillträde 1 maj 1882, där han även blev lasarettspredikant och predikant vid kronohäktet. Han var lärare vid Sundsvalls elementarläroverk för flickor 1883–1900. Arbman utnämndes 20 mars 1900 till kyrkoherde i Borgsjö pastorat, tillträdde samma år och var predikant vid prästmötet 1904. Han blev kontraktsprost i Medelpads västra kontrakt 16 december 1907 och blev ledamot av Nordstjärneorden 1909. Arbman var minnestecknare vid prästmötet 1911. Han avled 1921 på Sundsvalls lassarett.

### Familj
Arbman gifte sig 24 juli 1878 med Maria Kristina Hasselberg. Hon var dotter till häradshövdingen Johan Gunno Hasselberg och Charlotta Kinman. De fick tillsammans barnen rektorn Ragnar Arbman (1880–1971) i Östersund, gymnastikdirektören Ragnhild Eva Charlotte Arbman (född 1881) som var gift med kontorstjänstemannen Konstatin Sittkoff i Helsingfors, komministern och diktaren Olof Johannes Arbman i Ragunda församling, docenten Ernst Arbman i Uppsala och lärarinnan Lajla Maria Arbman (född 1893) i ekonomi.